# Коту-ди-Магальяйнс-ди-Минас
Коту-ди-Магальяйнс-ди-Минас (порт. Couto de Magalhães de Minas)  —  муниципалитет в Бразилии, входит в штат Минас-Жерайс. Составная часть мезорегиона Жекитиньонья. Входит в экономико-статистический  микрорегион Диамантина. Население составляет 4003 человека на 2006 год. Занимает площадь 484,045 км². Плотность населения — 8,3 чел./км².
Назван в честь государственного деятеля Жозе Магальяйнша.

## История
Город основан 1 марта 1963 года. 

## Статистика
- Валовой внутренний продукт на 2003 год составляет 14 726 265,00 реалов (данные: Бразильский институт географии и статистики).
- Валовой внутренний продукт на душу населения на 2003 год составляет 3676,97 реалов (данные: Бразильский институт географии и статистики).
- Индекс развития человеческого потенциала на 2000 год составляет 0,712 (данные: Программа развития ООН).